# Live at the Carlyle
Live at the Carlyle — концертный альбом британо-американской пианистки Мэриэн Макпартлэнд, записанный при участии басиста Стива Ла Спины и ударника Майкла Ди Паскуа 10 сентября 1979 года в нью-йоркском отеле «Карлайл». Альбом был выпущен в 1980 году на лейбле Halcyon Records.

## Отзывы критиков
| Оценки критиков                     | Оценки критиков |
| Источник                            | Оценка          |
| ----------------------------------- | --------------- |
| AllMusic                            | [ 2 ]           |
| The Encyclopedia of Popular Music   | [ 3 ]           |
| The Rolling Stone Jazz Record Guide | [ 4 ]           |

Кен Драйден в рецензии для AllMusic отметил, что Макпартленд особенно хороша в таких балладах, как «Like Someone in Love» и «Star Eyes», и посоветовал поклонникам «неизменно очаровательной» пианистки несомненно приобрести этот релиз.

## Список композиций
1. «Like Someone in Love» (Джимми Ван Хьюзен, Джонни Бёрк) — 5:17
2. «Ill Wind» (Гарольд Арлен, Тед Колер) — 4:04
3. «One Morning in May» (Хоги Кармайкл, Митчелл Пэриш) — 4:49
4. «Crystal Silence» (Чик Кориа) — 4:50
5. «Giant Steps» (Джон Колтрейн) — 2:53
6. «You’d Be So Nice to Come Home To» (Коул Портер) — 4:44
7. «The Surrey with the Fringe on Top» (Ричард Роджерс, Оскар Хаммерстайн II) — 3:40
8. «Star Eyes» (Дон Рэй, Джин Де Пол) — 5:52
9. «A Delicate Balance» (Мэриэн Макпартлэнд) — 5:11
10. «For All We Know» (Дж. Фред Кутс, Сэм Льюис) — 4:18
11. «All The Things You Are» (Оскар Хаммерстайн II, Джером Керн) — 4:50
12. «Skylark» (Хоги Кармайкл, Джонни Мерсер) — 3:54

Треки 6, 11 и 12 были добавлены при переиздании в 1999 году.

## Участники записи
- Мэриэн Макпартлэнд — фортепиано
- Стив Ла Спина — басс
- Майкл Ди Паскуа — ударные
- Джо Скариза — звукорежиссёр, запись, мастеринг
- Фрэнк Кугала — сведение

Все данные взяты из примечаний к альбому.